# Plaques de matrícula de Connecticut

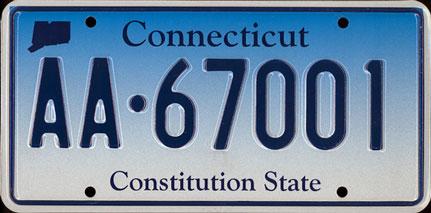
Model de matrícula de Connecticut del 2015.

Les Plaques de matrícula de Connecticut es componen, des de l'agost de 2015, d'un sistema de combinació alfanumèric format per dues lletres i cinc xifres separades per un punt (ex. AB·12345) Els caràcters són de color blau marí sobre un fons reflectant degradat de blau cel a blanc. El nom de l'estat, "Connecticut", apareix centrat a la part superior i l'eslògan "Constitution State" a la de baix. A la cantonada superior esquerra es mostra la silueta de l'estat en petit.
Les plaques són emeses pel Departament de Vehicles a Motor de Connecticut i des del 1980 s'emeten per parelles, ja que és obligatori portar dues matrícules al vehicle, una davant i una darrere.

## Prefixos
Algunes combinacions d'aquestes dues lletres de la combinació alfanumèrica estan reservats i tenen significats especials:
- AC - New Haven Automobile Club (ja no s'admet)
- AL - American Legion
- ARC - American Red Cross
- CNP - Connecticut News Photographer (actualment prefix en minúscula en diagonal)
- DAV - Disabled American Veterans
- DV - Disabled Veteran
- MC - Hartford Automobile Club (ja no s'admet)
- MD - Medical Doctor
- NYP - New York Press
- VFW - Veterans of Foreign Wars
- VM - Doctor of Veterinary Medicine
- YD - Yankee Division (26th Infantry Division)

## Història
Entre el 1903 i el 1905 es creu que hi va haver unes 3.800 matriculacions de vehicles a motor a l'estat de Connecticut exigència per part dels municipis abans de la creació de l'estat. Les ciutats que se sap que van emetre porcellanes són Bristol, New Britain i Stamford. A partir del 1905 l'estat va començar a emetre les plaques i els propietaris revien un certificat de registre numerat que havien de presentar una matrícula amb el nombre del certificat, prefixat amb la lletra "C".

### Models de 1905 fins 1936
| Imatge | Data d'expedició | Disseny | Lema       | Combinació utilitzada | Notes |
| ------ | ---------------- | --- | ---------- | --------------------- | --- |
|        | 1905-09          | Caràcters en blanc sobre fons negre. Lletra "C" a l'esquerra.                                                                  | Sense lema | C1234                 | Placa de porcellana fins al 1916. |
|        | 1910             | Caràcters en blanc sobre fons vermell. Lletra "C" a l'esquerra.                                                                | Sense lema | C12345                | Plaques de mides: 1-2 caràcters (5 1/2" x 10 3/4"), 3 caràcters (5 1/2" x 14 1/4"), 4 caràcters (5 1/2" x 17 3/4") i 5 caràcters (5 1/2" x 19") fins al 1913. |
|        | 1911             | Caràcters en blau sobre fons blanc. Lletra "C" a l'esquerra.                                                                   | Sense lema | C12345                | |
|        | 1912             | Caràcters en blanc sobre fons verd. Lletra "C" a l'esquerra.                                                                   | Sense lema | C12345                | |
|        | 1913             | Caràcters en blanc sobre fons blau marí. Lletra "C" a l'esquerra.                                                              | Sense lema | C12345                | |
|        | 1914             | Caràcters en blanc sobre fons verd. "CONN" en vertical a l'esquerra i "1914" a la dreta.                                       | Sense lema | 12345                 | Plaques de mides: 1-2 caràcters (5 1/2" x 7 3/4"), 3 caràcters (5 1/2" x 10 1/2"), 4 caràcters (5 1/2" x 13 3/8") i 5 caràcters (5 1/2" x 16") fins al 1918. |
|        | 1915             | Caràcters en groc sobre fons negre. "CONN" en vertical a l'esquerra i "1915" a la dreta.                                       | Sense lema | 12345                 | Es modifiquen les mides de la placa de 5 caràcters a 5 1/2" x 16 1/4" fins al 1918. |
|        | 1916             | Caràcters en negre sobre fons blanc. "CONN" en vertical a l'esquerra i "1916" a la dreta.                                      | Sense lema | 12345                 | |
|        | 1917             | Caràcters en blau marí sobre fons blanc. "CONN" en vertical dins una franja blava a l'esquerra i "1917" dins d'una a la dreta. | Sense lema | 12345                 | |
|        | 1918             | Caràcters en verd fosc sobre fons blanc. "CONN" en vertical dins una franja verda a l'esquerra i "1918" dins d'una a la dreta. | Sense lema | 12-345                | |
|        | 1919             | Caràcters en negre sobre fons blanc. "CONN. 1919" centrat a baix.                                                              | Sense lema | 12-345                | Canvi de mides a: 1-2 xifres (5 1/2" x 5 1/4"), 3 xifres (5 1/2" x 7 3/4"), 4 xifres (5 1/2" x 10 1/2") i 5 xifres (5 1/2" x 13 3/8"). |
|        | 1920             | Caràcters en blau sobre fons blanc. "CONN. 1920" centrat a baix.                                                               | Sense lema | 12-345                | Primera placa amb relleu. |
|        | 1921             | Caràcters en groc sobre fons negre. "CONN. 1921" centrat a baix.                                                               | Sense lema | 12-3456               | Canvi de mides a: 1-3 caràcters (6" x 9"), 4 caràcters (6" x 11 3/4"), 5 caràcters (6" x 15") i 6 caràcters (6" x 17 3/4") fins al 1924. |
|        | 1922             | Caràcters en vermell sobre fons blanc. "CONN. 1922" centrat a baix.                                                            | Sense lema | 12-3456               | |
|        | 1923             | Caràcters en blanc sobre fons negre. "CONN. 1923" centrat a baix.                                                              | Sense lema | 12-3456               | |
|        | 1924             | Caràcters en negre sobre fons blanc. "CONN. 1924" centrat a baix.                                                              | Sense lema | 12-345, A-1234        | S'introdueixen lletres com a prefix per reduir la llargada de les plaques. Certes lletres es van assignar a sucursals específiques del 1924 al 1937: "A", "E" i "Y" a New Haven; "F", "H" i "S" a Bridgeport; "K" i "V" a Waterbury; "N" i "L" a New London; i "P" i "Z" a Hartford. |
|        | 1925             | Caràcters en blanc sobre fons blau marí. "CONN. 1925" centrat a baix.                                                          | Sense lema | 12-345, A-1234        | |
|        | 1926             | Caràcters en negre sobre fons groc. "CONN. 1926" centrat a baix.                                                               | Sense lema | 12-345, A-12-345      | |
|        | 1927             | Caràcters en blanc sobre fons granat. "CONN. 1927" centrat a baix.                                                             | Sense lema | 12-345, A-12-345      | |
|        | 1928             | Caràcters en blanc sobre fons blau. "CONN. 1928" centrat a baix.                                                               | Sense lema | 12-345, A-12-345      | |
|        | 1929             | Caràcters en blanc sobre fons vermell. "CONN. 1929" centrat a baix.                                                            | Sense lema | 12-345, A-12-345      | |
|        | 1930             | Caràcters en blanc sobre fons negre. "CONN. 1930" centrat a baix.                                                              | Sense lema | 12-345, A-12-345      | La lletra "Y" s'assigna a Danbury. |
|        | 1931             | Caràcters en blanc sobre fons vermell. "CONN. 1931" centrat a baix.                                                            | Sense lema | 12-345, A-12-345      | |
|        | 1932             | Caràcters en blanc sobre fons vermell. "CONN. 1932" centrat a baix.                                                            | Sense lema | 1234, A 123, A/B 123  | S'unifiquen totes les plaques a 6" x 9 1/4". El prefix d'amplia a una segona lletra en algunes sucursals el que fa que convisquin tres tipus diferents de matrícules. |
|        | 1933             | Caràcters en blanc sobre fons granat. "CONN. 1933" centrat a baix.                                                             | Sense lema | 1234, A 123, A/B 123  | |
|        | 1934             | Caràcters en blanc sobre fons blau. "CONN. 1934" centrat a baix.                                                               | Sense lema | 1234, A 123, A/B 123  | |
|        | 1935             | Caràcters en blanc sobre fons vermell. "CONN. 1935" centrat a baix.                                                            | Sense lema | 1234, A 123, A/B 123  | |
|        | 1936             | Caràcters en groc sobre fons blau marí. "CONN. 1936" centrat a baix.                                                           | Sense lema | 1234, A 123, A/B 123  | |

### Models de 1937 fins 1956
| Imatge | Data d'expedició | Disseny | Lema       | Combinació utilitzada                   | Notes |
| ------ | ---------------- | --- | ---------- | --------------------------------------- | --- |
|        | 1937-41          | Caràcters en negre sobre fons platejat. "CONN" en vertical a la dreta i "38" dins una pestanya centrada a baix.   | Sense lema | 1234, A/ 123, A/B 123                   | Revalidada per als anys 1937, 1940 amb pestanyes grogues; per a 1938, 1941 amb pestanyes platejades; per a 1939 verdes.                                           |
|        | 1942-46          | Caràcters en negre sobre fons platejat. "CONN" en vertical a la dreta i "42" dins una pestanya centrada a baix.   | Sense lema | 1/A 123                                 | Revalidada per a 1943 amb pestanyes grogues, 1944 blanques, 1945 verdes i 1946 platejades.                                                                        |
|        | 1947             | Caràcters en negre sobre fons platejat. "CONN" en vertical a la dreta i "47" dins una pestanya centrada a baix.   | Sense lema | 1234, A/ 123, A/B 123, 1/A 123, A/1 123 | Revalidada per a 1947 amb pestanyes verdes. En el format de sèrie A/1 123, la lletra avançava abans que el nombre petit (de A/2 a Z/2 i després A/3 a Z/3, etc.). |
|        | 1948–51          | Caràcters en negre sobre fons platejat. "CT" a baix a la dreta i "48" dins una pestanya centrada a baix.          | Sense lema | 1234, A/ 123, A/B 123, 1/A 123, A/1 123 | Revalidada per a 1949 amb pestanyes platejades i 1951 amb grogues.                                                                                                |
|        | 1951-53          | Caràcters en negre sobre fons platejat. "CT" a baix a la dreta i "52" dins una pestanya centrada a baix.          | Sense lema | 1234, A/ 123, A/B 123, 1/A 123, A/1 123 | Revalidada per a 1952 amb pestanyes platejades i 1953 amb vermelles.                                                                                              |
|        | 1953-54          | Caràcters en negre sobre fons platejat. "CT" a baix a la dreta i "54" dins una pestanya centrada a baix.          | Sense lema | 12345                                   | Revalidades per a 1954 amb pestanyes grogues. |
|        | 1955-56          | Caràcters en negre sobre fons platejat. "CT" o "CONN" a baix a la dreta i "54" dins una pestanya centrada a baix. | Sense lema | A/B 1234                                | Revalidada per a 1955 amb pestanyes verdes i 1956 amb vermelles.                                                                                                  |

### Models de 1957 fins avui dia
El 1956, el Canadà i els Estats Units d'Amèrica van arribar a un acord amb l'Associació Americana d'Administradors de Vehicles de Motor, l'Associació de Fabricants d'Automòbils i el Consell Nacional de Seguretat en que es concretava una mida única de les plaques de vehicles de passatgers a 150 mm per 300 mm (6 per 12 polzades), amb forats per poder-les muntar espaiats 180 mm (7 polzades), tot i que les dimensions o poden variar lleugerament segons la jurisdicció. Les plaques de Connecticut de 1957 van ser les primeres a complir amb aquests estàndards.
| Imatge | Data d'expedició    | Disseny | Lema                                 | Combinació utilitzada  | Notes |
| ------ | ------------------- | --- | ------------------------------------ | ---------------------- | --- |
|        | 1957                | Caràcters en blanc sobre fons blau marí. "CONNECTICUT" i "57" centrat a baix.                                                         | Sense lema                           | 12345, AB 123, AB1234, | En les sèries amb dues lletres inicials, les sèries amb "C" o "D" com a primera lletra es reservaven per a les plaques de vehicle Combinat (utilitzat tant per a passatgers privats com per a finalitats comercials) i de Distribuïdor, respectivament. S'introdueix la placa de mides estàndard de 6x12 polzades. |
|        | 1958–66             | Caràcters en blanc sobre fons blau marí. "CONNECTICUT" a baix deixant lloc per l'etiqueta de l'any.                                   | Sense lema                           | 123·456                | |
|        | 1967–74             | Caràcters en blanc sobre fons blau marí. "CONNECTICUT" a baix deixant lloc per l'etiqueta de l'any.                                   | Sense lema                           | AB·1234                | |
|        | 1975-76             | Caràcters en blau sobre fons blanc reflectant. "CONNECTICUT" centrat a baix.                                                          | "CONSTITUTION STATE" centrat a dalt. | AB·1234                | |
|        | 1976-80             | Caràcters en blanc reflectant sobre fons blau marí. "CONNECTICUT" centrat a baix.                                                     | "CONSTITUTION STATE" centrat a dalt. | AB·1234                | |
|        | 1980-87             | Caràcters en blanc reflectant sobre fons blau marí. "CONNECTICUT" centrat a baix.                                                     | "CONSTITUTION STATE" centrat a dalt. | 123·ABC                | Les lletres "I" i "Q" no s'utilitzen en aquest format de sèrie. La lletra "C" està reservada per a plaques de vehicle Combinat. |
|        | 1988-99             | Caràcters en blanc reflectant sobre fons blau marí. "CONNECTICUT" centrat a dalt i mapa de l'estat en petit a l'esquerra.             | "CONSTITUTION STATE" centrat a baix. | 123·ABC                | La lletra "L" reservada per a les plaques opcionals "Preserve the Sound". |
|        | 2000-juny 2013      | Caràcters en blau marí sobre fons degradat de blau cel a blanc. "Connecticut" centrat a dalt i mapa de l'estat en petit a l'esquerra. | "Constitution State" centrat a baix. | 123·ABC                | La lletra "O" no s'utilitza, i la "V" està reservada per a les plaques de Veterans de guerra. |
|        | juny-desembre 2013  | Caràcters en blau marí sobre fons degradat de blau cel a blanc. "Connecticut" centrat a dalt i mapa de l'estat en petit a l'esquerra. | "Constitution State" centrat a baix. | 1ABCD2                 | Les lletres C, I, Q, Y i Z no s'utilitzen. |
|        | 2014-agost 2015     | Caràcters en blau marí sobre fons degradat de blau cel a blanc. "Connecticut" centrat a dalt i mapa de l'estat en petit a l'esquerra. | "Constitution State" centrat a baix. | 1AB·CD2                | S'afegeix un separador a la combinació per facilitar-ne la lectura. Les lletres C, I, O, Q, Y i Z no s'utilitzen. |
|        | Agost 2015-avui dia | Caràcters en blau marí sobre fons degradat de blau cel a blanc. "Connecticut" centrat a dalt i mapa de l'estat en petit a l'esquerra. | "Constitution State" centrat a baix. | AB·12345               | |

## Altres tipus

### Personalitzades

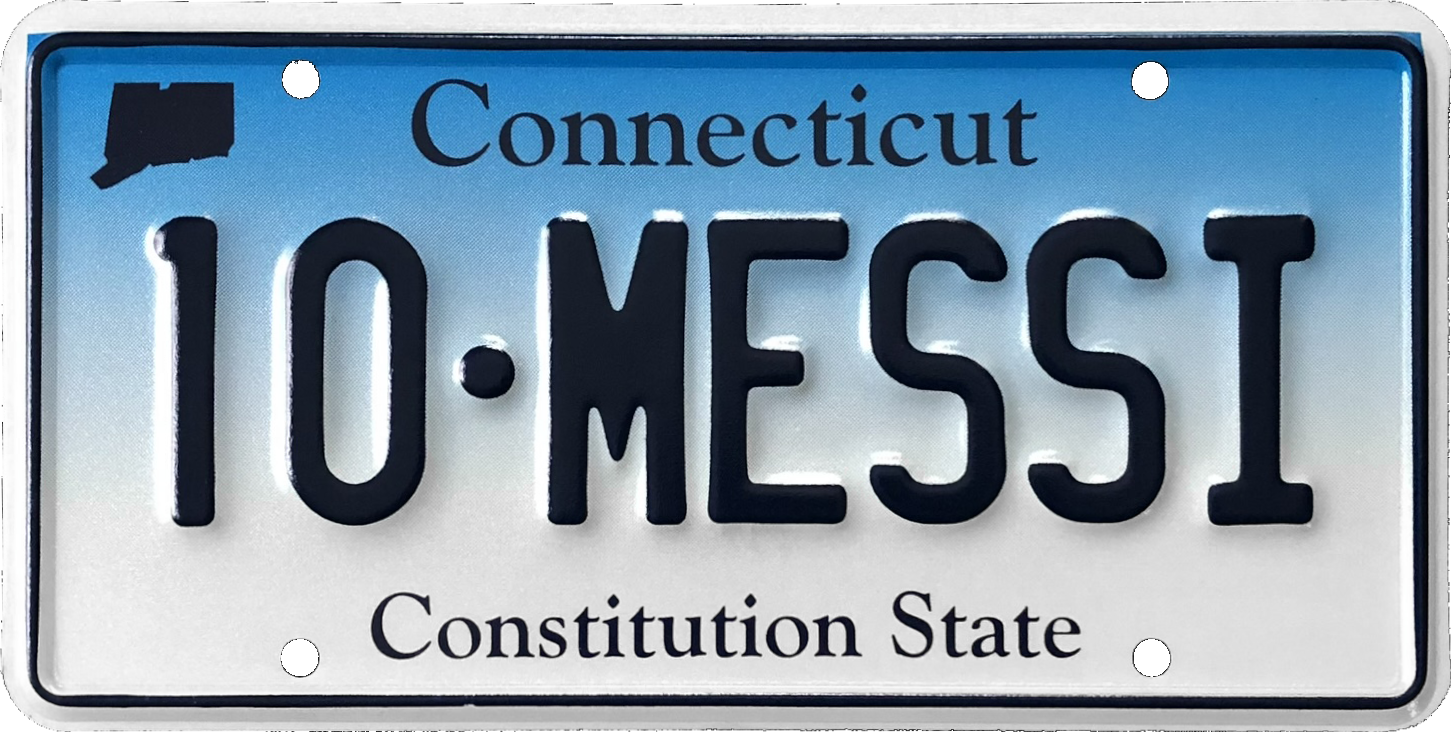
Exemple de placa personalitzada.

Connecticut va començar l'emissió de plaques personalitzades amb les plaques "inicials" l'any 1937. Els propietaris amb bons registres de conducció podien portar plaques amb les seves inicials (formades per 2 o 3 lletres). Més tard, a finals de la dècada de 1940, ja estaven disponibles amb 4 lletres. A finals de la dècada de 1960 ja es podien emetre plaques amb fins a tres lletres seguides d'1 o 2 xifres amb un màxim de 5 caràcters. A la dècada de 1970 es va estendre a 6 caràcters.
Actualment es pot utilitzar qualsevol combinació de lletres i xifres que tingui set (7) caràcters o menys. No hi pot haver guions ni espais addicionals entre les lletres. Només es permet un punt, i el punt no es pot col·locar al principi o al final de la combinació de la matrícula.

### Especials

Placa de matrícula dels New England Patriots de 1998 quan tenien la seu a s'instal·laren a Hartford.

Actualment Connecticut emet un ampli assortiment de més de 50 dissenys de matrícules especials on els propietaris poden mostrar el seu suport o afiliació a una organització educativa, benèfica o a causes tant locals com nacionals. Aquests dissenys també permeten la personalització de la combinació de la matrícula.

### Agències estatals
La majoria de les agències estatals de Connecticut registren els seus vehicles amb el mateix disseny de placa que els vehicles de passatgers. Però en aques casos la combinació comença amb una xifra que representa l'agència propietària del vehicle.
- 1 - Department de Vehicles a Motor
- 2 - Department de Transport
- 5 - Departament de Serveis Administratius (Flota de vehicles, llogats a altres agències)
- 9 - Universitat de Connecticut
- 36 - Policia de la Universitat Western Connecticut State
- 46 - Policia de la Universitat Eastern Connecticut State
- 50 - Departament d'Energia i Protecció del Medi Ambient
- 56 - Departament de Serveis d'Emergència i Protecció Pública (vehicles especials de la Policia Estatal)
- 58 - Departament de Gestió d'Emergències i Seguretat Nacional
- 79 - Departament d'Afers de Veterans (vehicles que pertanyen a la Casa de veterans de guerra de Rocky Hill)

### Matrícula combinada
Les plaques de matrícula Combinades, vehicle utilitzat tant per a passatgers privats com per a finalitats comercials, utilitzen una placa igual que la resta de vehicles de passatgers però amb la paraula "COMB" en vertical a la dreta i amb la lletra "C" com a prefix. Aquest tipus va començar l'any 1922, amb la mateixa mida, colors i format que les plaques habituals de passatgers.

### Bombers
Mateix model de placa que els vehicles de passatgers però amb la combinació en color vermell i amb les paraules "Fire Apparatus" centrat a la part inferior.

### Vegicles funeraris
Mateix model de placa que els vehicles de passatgers però amb la lletra "U" (per "Undertaker") a l'inici de la combinació (ex. U·123, U·8123)

### Motocicletes
Les  motocicletes utilitzen el mateix tipus de placa que la resta de vehicles de passatgers però amb la paraula "Conn" centrada a la part superior i "Motorcycle" a la inferior.

### Vehicle històric
Els vehicle històrics de col·lecció, excepte motocicletes, poden utilitzar una placa igual que la resta de vehicles de passatgers però amb una combinació iniciada per "00·" (ex. 00·ABCD) des del març del 2014. Les primeres plaques "Early American" es van emetre l'any 1952 amb plaques de porcellana amb caràcters en negre sobre fons blanc. La seqüència original "12345" va ser substituïda pel format "1A·123", que va continuar després amb el disseny actual de caràcters en blau sobre blanc el 29 de març de 2014.

### Radioaficionat
Els vehicles equipats de radioaficionat poden portar una placa amb el mateix disseny que els vehicles de passatgers, però amb una combinació del senyal de trucada i un llamp com a separador. Aquest tipus de placa va començar a utilitzar-se a mitjans dels anys 1950.